# Mondo Generator
I Mondo Generator sono un gruppo musicale statunitense alternative rock, formato nel 1997 dall'ex bassista di Kyuss e Queens of the Stone Age, Nick Oliveri.

## Storia del gruppo
Nick Oliveri (con il nomignolo Rex Everything) forma i Mondo Generator nel 1997 e con gli amici Josh Homme, Brant Bjork, Rob Oswald ed altri, registra l'album di debutto, Cocaine Rodeo. L'album verrà poi pubblicato 3 anni dopo la registrazione, nel 2000, su etichetta Southern Lord Records, visti gli impegni di Oliveri insieme a Homme nei Queens of the Stone Age. L'album fu supportato da qualche apparizione dal vivo durante i tour dei Queens of the Stone Age.
Nel 2003, il gruppo pubblica il secondo album, A Drug Problem That Never Existed. Per la realizzazione di quest'ultimo, Oliveri invita un'altra schiera di amici, tra i quali Dave Catching, Troy Van Leeuwen, Josh Homme, Brant Bjork, Molly McGuire, ed il frontman dei Dwarves Blag Dahlia. Fu pubblicato in collaborazione tra le etichette discografiche Ipecac Recordings di Mike Patton e la Rekords Rekords di Homme. La formazione dal vivo comprendeva Oliveri, Catching, Bjork, e McGuire, e fece un tour di tre mesi in supporto all'album nel nord America e in Europa.
Nei primi mesi del 2004, Oliveri venne allontanato dai Queens of the Stone Age, e annunciò quindi che i Mondo Generator sarebbero diventati il suo progetto a tempo pieno. Registrò quindi un album acustico, Demolition Day (pubblicato come solista), ed andò in tour in Europa con Brant Bjork and Mark Lanegan Band. Nello stesso anno registrò un EP con Catching, McGuire, e Alfredo Hernandez, intitolato III The EP. Nel tour dell'estate 2004 per promuovere il nuovo disco, Oliveri venne alle mani durante un concerto, con un tecnico di un night club tedesco che protestava per il suono del gruppo. Gli altri componenti del gruppo non presero la cosa di buon grado, ed abbandonarono Oliveri per ritornare negli Stati Uniti.
Nel 2005 Oliveri andò nuovamente in tour in Europa, facendo da supporto per gruppi come i Motörhead, e suonando anche come componente dei Dwarves. Ingaggiò anche Ben Perrier e Ben Thomas del gruppo inglese dei Winnebago Deal per andare in tour. Questa formazione viene frequentemente chiamata "Winnebago Generator" dai fan. I tre entrano agli Studio 606 di Los Angeles (di proprietà di Dave Grohl dei Foo Fighters) nel dicembre 2005 per la registrazione di un nuovo album dei Mondo Generator.
Nel luglio del 2006, Perrier e Thomas lasciano i Mondo Generator senza spiegazioni. Da questo momento Oliveri rinomina il gruppo in Nick Oliveri and the Mondo Generator, e firma un contratto con la Mother Tongue Records, che pubblica il nuovo album, Dead Planet (Sonic Slow Motion Trails) nel settembre del 2006.

## Formazione
- Nick Oliveri – basso, chitarra, voce (1997–presente)
- Mike Pygmie – chitarra (2012–presente)
- Michael Amster – batteria (2018–presente)

### Ex componenti
Chitarra
- Ian Taylor (2007–2015)
- Simon "Spud" Beggs (2006–2007)
- Ben Perrier (2004–2006)
- Marc Diamond (2004–2005)
- Dave Catching (2003–2004)
- Troy Van Leeuwen (2003)
- Josh Homme (1997–2002)
- Derek Myers (1997–1998)
- Brent Malkus (a.k.a. Burnt Mattress) (1997)

Basso
- Molly McGuire (2003–2004)

Batteria
- Jeff Bowman (2015–2018)
- Hoss Wright (2006;2007–2015)
- Giampaolo Farnedi (2007)
- Ernie Longoria (2006–2007)
- Ben Thomas (2004–2006)
- Josh Lamar (2004)
- Alfredo Hernández (2004)
- Dave Grohl (2003–2004)
- Joey Castillo (2003)
- Brant Bjork (1997–2003)
- Rob Oswald (a.k.a. Up N. Syder) (1997)

## Discografia
Album in studio
- 2000 - Cocaine Rodeo
- 2003 - A Drug Problem That Never Existed
- 2006 - Dead Planet
- 2012 - Hell Comes to Your Heart
- 2020 - Fuck It
- 2020 - Shooters Bible
- 2023 - We Stand Against You

Album live
- 2021 - Live at Bronson

EP
- 2004 - III the EP
- 2008 - Australian Tour EP
- 2010 - Dog Food EP
- 2011 - Hell Comes to Your Heart EP

Singoli
- 1997 - Split (7" single w/ Jack Saints)
- 2006 - I Never Sleep (7" single)
- 2013 - Split (7" single w/ The Chuck Norris Experiment)

Compilation
- 2016 - The Best of Mondo Generator

DVD
- 2004 - Use Once and Destroy Me